# Grandići (Bośnia i Hercegowina)
Grandići (cyr. Грандићи) – wieś w Bośni i Hercegowinie, w Republice Serbskiej, w gminie Foča. W 2013 roku liczyła 40 mieszkańców.